# Rhythm Paradise Megamix
Rhythm Paradise Megamix, känt som Rhythm Heaven Megamix i Nordamerika och Rhythm Tengoku: The Best Plus i Japan, är ett rytmspel som utvecklats och publicerades av Nintendo till Nintendo 3DS. Det är det fjärde spelet i Rhythm Paradise-serien och sammanställer etapper från de tidigare spelen i samma serien: Rhythm Tengoku, Rhythm Paradise och Beat the Beat: Rhythm Paradise, samt att lägga till nya etapper. Spelet släpptes i Japan juni 2015, i Nordamerika juni 2016 och i Europa oktober 2016.